# Foetidia rubescens
Foetidia rubescens är en tvåhjärtbladig växtart som beskrevs av Jean Marie Bosser. Foetidia rubescens ingår i släktet Foetidia och familjen Lecythidaceae. Inga underarter finns listade i Catalogue of Life.